# Peladão

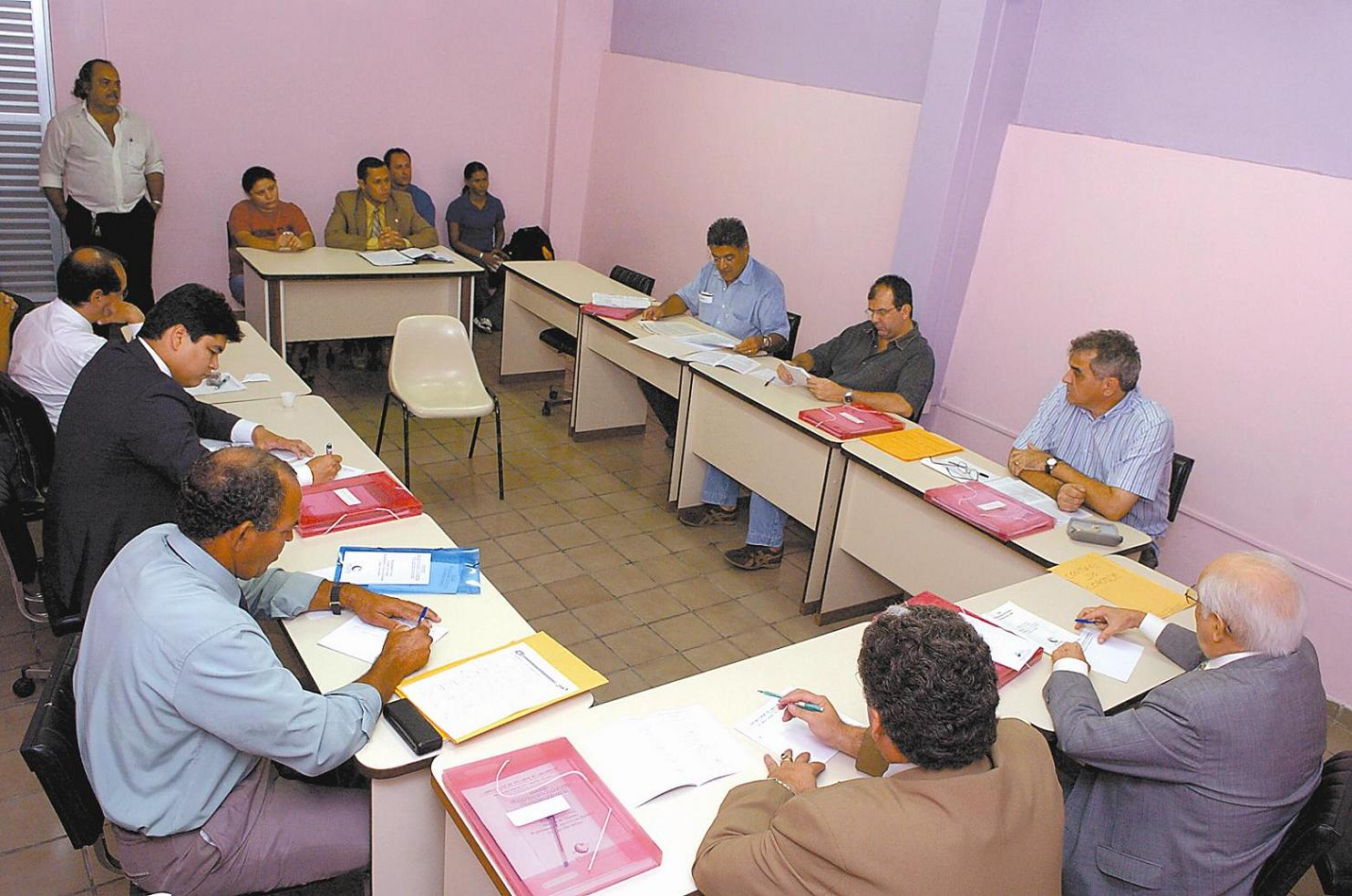
Comisión Peladão.

Se conoce como Peladão al Campeonato de Peladas do Amazonas, un torneo de fútbol aficionado que se celebra en la ciudad brasileña de Manaos cada año entre agosto y diciembre. Es organizado por la Rede Calderaro de Comunicação (un conglomerado mediático local, propietario, entre otros, del periódico A Crítica y el canal de televisión TV A Crítica).
El torneo, establecido en 1973 por iniciativa del periodista local Arnaldo Santos, cuenta con más de 1000 equipos participantes, lo cual hace que el torneo sea el campeonato de fútbol aficionado más grande de Brasil. Los equipos compiten en en 5 categorías: Principal, Máster (para mayores de 39 años), Peladinho (para adolescentes, previa autorización de los padres y con presentación de comprobante de matrícula de institución educativa) Peladão Indígena y femenina.
A diferencia de otros torneos de fútbol, el peladão cuenta también con un concurso de belleza. A cada equipo se le asigna una reina de belleza para participar en el concurso. Si el equipo de fútbol pierde la competencia, puede regresar a la misma si su reina de belleza tiene éxito. Si la reina de belleza decide renunciar, el equipo queda fuera.

El objetivo del evento es la enseñanza de las virtudes en la comunidad a través del fútbol. Una regla específica del evento es que por cada tarjeta obtenida por un equipo, los jugadores del equipo deben donar balones de fútbol a los niños pobres de la comunidad.
La primera vez que las mujeres participaron en el torneo como jugadoras fue en 2008 cuando se estableció la categoría femenina.
En 2012 el reinado de belleza pasó a ser un reality llamado "Peladão a Bordo - O Reality" (posteriormente adoptando el nombre de "A Bordo - O Reality").